# 阙仲瑶
阙仲瑶（1903年—1974年），原名阙友仁，又名阙麟祥，浙江省丽水市莲都区碧湖镇人，中國抗日戰爭時期作曲家。

## 生平
阙仲瑶出生医生家庭，1915年小学毕业后考入浙江省立第十一师范学校（丽水学院前身）就读，于1918年毕业；又赴杭州私立三才英文专修学校学习英语；1919年考入私立上海专科师范学校音乐系，专攻音乐。毕业後在明星歌舞团担任伴奏，后在丽水处属联立中学、浙江省立十一中学（丽水中学前身）、省立宁波中学、省立温州中学担任音乐教师。
抗日战争时期，阙仲瑶先后在国民革命军第三战区政治部政工大队、战区管弦乐队、战区军乐队、将校研究团、八十八军干训班、铁卫队训练班、东南青年夏令营、浙江省地方行政干部训练班、浙江省政府教育厅暑期讲习班等担任音乐教官、乐队指挥。他替三民主義青年團譜曲、馬濟霖作詞的《三民主义青年进行曲》，受到中国国民党文化宣传部门推崇，知名于音乐界，得到时任三战区政治部主任谷正纲、國民政府教育部部长陈立夫、铁卫队长官宣铁吾赏识。陈立夫还有意介绍阙仲瑶去国立福建音专任教，后因故未行。著名漫画家张乐平是阙仲瑶在三战区政治部的伙伴。
抗战胜利后，阙仲瑶重操音乐教育工作。从1947年起，先后执教于杭州私立武德中学、浙江省立处州中学、丽水私立南明中学、丽水囿山小学、缙云私立仙都中学、丽水碧湖纪店小学。至1950年，又再次前往宁波，在私立效实中学任音乐教员。1947年任丽水私立南明中学校长。1948年任浙江省第七区(丽水)保安司令部政工科科长。1951年—1959年在宁波效实中学任教。
1974年，文化大革命后期，阙仲瑶在贫病交集中患脑溢血逝世，终年72岁。

## 作品
歌曲：
- 《知识青年从军歌》
- 《三民主义青年团团歌》
- 《凯歌》
- 《东南戏剧协会会歌》

音樂書籍：
- 《昆曲集》
- 《京曲集》
- 《歌曲集》
- 《青年歌曲集》
- 《抗战歌曲》
- 《苏联歌曲选》
- 《小提琴演奏法》
- 《笛演奏法》